# Max-A
Max-A es una productora y distribuidora de cine para adultos japonés especialmente conocido por los vídeos realizados bajo sus sellos Samansa y Calen, que produjeron una serie de productos innovadores y de calidad a finales de los años 1990 y principios de los 2000.

## Información
El estudio Max-A lanzó su primer vídeo el 23 de mayo de 1992 en el sello Calen (con el código XC-1001), Calen Falls in Love, protagonizado por Saori Kawana y dirigido por Hajime Kitano. Una semana más tarde, el primer vídeo del sello Samansa, Witch-Wife, dirigido por Kunihiro Hasegawa y protagonizado por la AV Idol Hitomi Shiraishi, salió con el código de producción XS-2001 el 30 de mayo de 1992.
Max-A ha tenido una larga asociación que se remonta al menos a 1997 con el grupo de empresas Kuki, en su momento la mayor familia de empresas AV de Japón, formada por Kuki, Alice Japan, Atlas21, Media Station (Cosmos Plan), Big Morkal y Sexia. Todas las empresas de este grupo pertenecían a la organización ética voluntaria denominada en inglés Nihon Ethics of Video Association (NEVA). Al igual que con otros miembros del grupo Kuki, en Max-A se ha hecho hincapié en la realización de vídeos protagonizados por una única actriz popular. La compañía informó de que, en 2003, las principales actrices en ventas fueron Maria Takagi, Ryōko Mitake, Sora Aoi y Akiho Yoshizawa. Entre las actrices que han debutado en AV con Max-A se encuentran Hitomi Hayasaka en 2001, Yua Aida en 2004, y Tina Yuzuki (que actuaba con el sobrenombre de Rio) en 2005.
Además de contar con un sitio web oficial, el estudio también tiene un sitio en la página web X City junto con otros miembros del grupo de empresas Kuki, donde se ofrecen vídeos a la carta. Max-A publica unos 16 vídeos nuevos al mes bajo sus distintos sellos.

## Sellos
Además de los sellos de Samansa y Calen, la empresa también ha utilizado otras etiquetas a lo largo de su historia. Los vídeos VHS realizados bajo la etiqueta Calen utilizaban códigos de producción de la serie tipo XC-1001 y las obras VHS etiquetadas por Samansa utilizaban la serie tipo XS-2001. Los vídeos VHS de Gash utilizaban la serie XG-3001. Cuando se empezaron a producir DVD, la empresa utilizó códigos de producción del tipo XV-001 bajo la etiqueta Max-A y, cuando se dejaron de fabricar cintas VHS, dejaron de utilizarse las parcelas de Calen y Samansa. Los DVD "sólo para alquiler" se emitieron con el tipo de código SRXV-001.
- B-MAX
- Black Max
- Blue File
- Calen
- DoraMax
- Gash
- Max Pink
- Naked Film
- Pure Max
- Samansa

## Directores
Entre los directores de AV que han trabajado con el estudio figuran:
- Yoshiho Fukuoka
- Kunihiro Hasegawa
- Yukinori Nishizawa
- Yukihiko Shimamura
- Goro Tameike
- Toshiou

## Actrices
Algunas AV Idols del porno japonés que han actuado para Max-A han sido:
- Yua Aida
- Minori Aoi
- Sora Aoi
- Minami Aoyama
- Ami Ayukawa
- Cecil Fujisaki
- Hitomi Hayasaka
- Rei Itoh
- Bunko Kanazawa
- Mariko Kawana
- Kyōko Kazama
- Aino Kishi
- You Kitajima
- Hitomi Kobayashi
- Miho Maeshima
- Mihiro
- Ryōko Mitake
- Tina Yuzuki
- Hitomi Shiraishi
- Riko Tachibana
- Maria Takagi
- Sally Yoshino
- Nao Yoshizaki
- Akiho Yoshizawa
- Yui Hoshino